# Chordeumatidae
Chordeumatidae é uma família de milípedes pertencente à ordem Chordeumatida.
Géneros:
- Chordeuma Koch, 1847
- Chordeumella Verhoeff, 1897
- Ikseuma
- Laeviulus Berlese, 1884
- Lophomus Loomis & Schmitt, 1971
- Melogona Cook, 1895
- Microchordeuma Verhoeff, 1896
- Mycogona Cook, 1895
- Ortochordeuma
- Orthochordeumella Verhoeff, 1900
- Parachordeuma Ribaut, 1912